# Уайт, Дэвид (актёр)
Дэвид Уайт (англ. David White; 6 апреля 1916 — 27 ноября 1990) — американский актёр, прежде всего известный своей ролью в сериале «Моя жена меня приворожила».

## Биография
Родился Дэвид в Денвере, Колорадо. Брат Уильям, сестра Маргарет. Изучал драму в драмколледже (Лос-Анджелес). После окончания колледжа работал в местном театре. Служил в морском корпусе во время Второй мировой войны, после окончания возобновил карьеру актёра в известном бродвейском театре. Играл в пьесе Leanf and Bough. Пьеса не была успешной и быстро закрылась.
Женой Дэвида стала Мария Уэлч. В 1955 году у них родился сын Джонатан Уэлч-Уайт. Мария умерла во время родов и Дэвид решил дать сыну двойную фамилию, в память о жене. Вскоре Уайт и сын уезжают в Лос-Анджелес.
В 1950 году он возобновил карьеру. Фильмы «Богиня», «Квартира» были в 10-ке лучших за 10 лет. В них играл Дэвид Уайт. В 1964 году он получил лучшую роль его жизни — роль Ларри Тэйта в сериале «Моя жена меня приворожила».
Ходили слухи, что у Элизабет Монтгомери и Дэвида был роман, который продолжался три года. После сериала он продолжил играть в кино и выступать на телешоу. Вскоре он опять женился, на актрисе Луизе Фиджес. Она родила ему дочь.
В 1988 году сын Дэвида Джонатан погиб в самолёте, летевшем в Сан-Франциско, куда он направлялся для обручения со своей невестой. Самолёт взорвался из-за бомбы, заложенной террористами. После гибели сына Дэвид так и не смог оправиться и в 1990 году умер от сердечного приступа. Похоронен рядом с могилой сына. Там же похоронена и Луиза Фидж. Дэвид и Луиза были признаны лучшей парой десятилетия[какого?] Голливуда.